# (2466) Golson
(2466) Golson (1959 RJ) – planetoida z pasa głównego asteroid okrążająca Słońce w ciągu 4,29 lat w średniej odległości 2,64 au. Odkryta 7 września 1959 roku.